# 베니 펠레드
베니 펠레드(히브리어: בני פלד, 영어: Benny Peled, 1928년 4월 18일 ~ 2002년 7월 13일)는 욤키푸르 전쟁과 엔테베 작전 당시 이스라엘 공군 사령관이었다. 그는 알루프(소장) 계급으로 은퇴했다.

## 생애
팔레스타인 위임통치령 텔아비브에서 빈야민 바이덴펠트로 태어나 펠레드로 이름을 알렸다. 그의 아버지 아리 바이덴펠트는 루마니아에서 제1차 알리야 전쟁 중 이스라엘로 건너와 로시피나에 정착한 한 가족의 일원이었다. 그의 아버지는 팔레스타인 위임통치령 정부의 공공사업 부서에서 일했으며 무엇보다도 비행장 건설을 담당했다. 그의 어머니 요나 바이덴펠트(전 구르핀켈)는 1925년 폴란드에서 태어났다. 펠레드는 장남이었으며 남동생과 여동생이 있었다.

### 교육 및 군사 경력
펠레드는 짐나시아 헤르젤리아에서 공부했으며, 샤울 체르니코프스키, 예후다 벌라, 즈비 니쉬리 등의 교사들이 그를 시오니즘과 민주주의 정신으로 교육시켰다. 팔레스타인 위임통치령 헌병대에서 10대 시절 잠시 근무한 그는 이스라엘 공군 초기에 정비공으로 일하기 시작했다. 1948년 아랍-이스라엘 전쟁 당시 그는 이스라엘에 도착한 최초의 메서슈미트 Bf 109를 해체했다. 그 후 조종사가 되어 독립 전쟁에 참전했다.
전쟁이 끝난 후 그는 IAF 제트기 시대의 선구자 중 한 명이었다. 그는 최초의 글로스터 미티어, 다쏘 우라강, 다쏘 미스테르 편대를 지휘했다. 1956년 펠레드는 이집트 대공전으로 미스테르 제트기가 격추되는 카데시 작전, 제2차 중동 전쟁 또는 시나이 작전에 참여하여 이스라엘 조종사 최초로 이젝터 시트를 사용한 조종사가 되었다. 그는 IAF 파이퍼 J-3 컵 경비행기에 의해 구조되었다.
펠레드는 1967년 제3차 중동 전쟁 당시 기지 사령관이었다. 그는 1973년 45세의 나이로 IAF 사령관이 되었다. 그 능력으로 그는 욤키푸르 전쟁에서 이스라엘 공군을 이끌며 초기 좌절을 성공적으로 극복했다. 1976년 7월에는 우간다 엔테베에서 테러리스트 납치범들이 억류한 인질 구출 작전인 엔테베 작전의 공군 구성 요소를 계획하고 실행했다.

## 사망
2002년 7월 13일, 펠레드는 흡연으로 인한 심각한 폐 질환으로 라마트하샤론에 있는 자택에서 사망했다. 마지막 날, 그는 가족들에게 작별 인사를 전하며 공군 사령관 시절 받은 집 거실에 종이 있다고 말하며 죽으면 밖으로 나가 종을 울리며 "유대인들이 국가를 세울 수 있다고 생각한 미친 사람이 죽었다"고 말하곤 했다. 그는 키리야트 샤울 군사 묘지에 묻혔다.